# Sympetrum commixtum
Sympetrum commixtum – gatunek ważki z rodziny ważkowatych (Libellulidae). Występuje w rejonie Himalajów – w północnych Indiach, Nepalu i Bhutanie. W nowszych publikacjach takson ten często traktowany jest jako podgatunek Sympetrum striolatum.